# فنتره‌تینید
فنتره‌تینید (به انگلیسی: Fenretinide) یک ترکیب شیمیایی با شناسه پاب‌کم ۵۲۸۸۲۰۹ است. که جرم مولی آن ۳۹۱٫۵۴۶ g/mol می‌باشد. 